# Amphiura simonsi
Amphiura simonsi is een slangster uit de familie Amphiuridae.
De wetenschappelijke naam van de soort werd in 1952 gepubliceerd door Ailsa McGown Clark.